# گرین اکرز (کالیفرنیا)
گرین اکرز (به انگلیسی: Green Acres) یک منطقهٔ مسکونی در ایالات متحده آمریکا است که در شهرستان ریورساید، کالیفرنیا واقع شده‌است. گرین اکرز ۳٫۶۲۷ کیلومتر مربع مساحت و ۱٬۸۰۵ نفر جمعیت دارد و ۴۷۳٫۹۷ متر بالاتر از سطح دریا واقع شده‌است.